# 沃福斯·恩格爾曼
沃福斯·恩格爾曼（Volfas Engelman）是一家位於立陶宛考納斯的酒精飲料製造商。他的成立可以追溯到19世紀。如今，該啤酒廠生產啤酒、蘋果酒、含酒精的混合飲料，卡瓦斯和能量飲料。
該公司得名自兩位創始人的名字。自2012年以來，該公司的首席執行官是 Marius Horbačauskas。員工人數超過 230 人 - 這使 Volfas Engelman 成為立陶宛第二大啤酒廠。目前 99.57% 的 Volfas Engelman 股份屬於芬蘭Olvi 公司集團。Olvi 由釀酒師 Williams Gideon Åberg 和他的妻子 Onni 於 1878 年創立。目前，它是芬蘭第三大啤酒、蘋果酒和軟飲料生產商。